# Borbone-Penthièvre

Stemma dei Borbone, duchi di Penthièvre

Col termine di casata di Borbone-Penthièvre (talvolta indicati anche come Borbone-Tolosa o Borbone-Tolosa-Penthièvre) si indica un ramo illegittimo della casata dei Borbone di Francia. Esso venne fondato nel da Luigi Giovanni Maria di Borbone, Duca di Penthièvre (1725–1793), unico figlio ed erede del conte di Tolosa, il minore dei figli illegittimi di Luigi XIV di Francia e della marchesa di Montespan, e di sua moglie, Marie Victoire de Noailles, figlia di Anne Jules de Noailles, duca di Noailles.

## Storia
Nata originariamente come casata di Borbone-Tolosa dal titolo ricevuto dall'ultimo dei figli illegittimi di Luigi XIV con la marchesa de Montespan, Luigi Alessandro di Borbone, il quale ricevette dal padre re di Francia il titolo di conte di Tolosa, e la residenza parigina dell' Hôtel de Toulouse. Alla sua morte i suoi discendenti furono noti col nome di Borbone-Penthièvre dall'ulteriore titolo di cui vennero onorati.
Per la nascita illegittima del conte di Tolosa, i membri della casata dei Borbone-Penthièvre non erano principi e principesse del sangue, pur essendo d'alto rango a corte ed essendo membri della famiglia reale, vivendo negli appartamenti vicini a quelli del re a Versailles. Per la morte prematura nel 1768 del principe di Lamballe, figlio del duca di Penthièvre ed unico erede di tale titolo, alla morte del duca in carica la casata si estinse nel 1793 per linea maschile, mentre l'ultima figlia dell'ultimo duca Luisa Maria Adelaide di Borbone-Penthièvre, sposò Luigi Filippo II di Borbone-Orleans, duca di Chartres (il titolo di duca di Penthièvre venne infatti brevemente ripristinato nel 1820 per Carlo d'Orleans (1820–1828), figlio quartogenito di Luigi Filippo di Francia).
Alla morte nel 1775, di Luigi Carlo, conte di Eu, figlio di Luigi Augusto di Borbone, duca del Maine, i duchi di Penthièvre erano divenuti eredi delle copiose sostanze dei cugini.

## Genealogia parziale
Luigi Alessandro di Borbone, conte di Tolosa (1678 - 1737) - sposò nel 1723 Marie Victoire de Noailles (1688 - 1766):
1. Luigi Giovanni Maria di Borbone, duca di Penthièvre (1725 - 1793) - sposò nel 1744 Maria Teresa Felicita d'Este (1726 - 1754):
  1. Luigi Maria, duca di Rambouillet (1746 - 1749)
  2. Luigi Alessandro (1747-1768), principe di Lamballe (1747 - 1768) - sposò nel 1767 Maria Teresa Luisa di Savoia-Carignano (1749 - 1792): senza discendenza;
  3. Giovanni Maria, duca di Chateauvillain (1748 - 1755)
  4. Vincenzo Maria, conte di Guingchamp (1750 - 1752)
  5. Maria Luisa, mademoiselle de Penthièvre (1751 - 1753)
  6. Luisa Maria, mademoiselle d'Ivoy e de Penthièvre (1753 - 1821) - sposò nel 1769 Luigi Filippo II di Borbone-Orléans (1747 - 1793): con discendenza;
  7. Luigi Maria (1754)